# Prezydenci Demokratycznej Republiki Konga
| #                                             | Imię i nazwisko                   | Portret | Objął urząd          | Zdał urząd           | Partia polityczna |
| --------------------------------------------- | --------------------------------- | ------- | -------------------- | -------------------- | ----------------- |
| Republika Konga                               |                                   |         |                      |                      |                   |
| 1                                             | Joseph Kasavubu (1910–1969)       |         | 1 lipca 1960         | 1 sierpnia 1964      | ABAKO             |
| Demokratyczna Republika Konga                 |                                   |         |                      |                      |                   |
| 1                                             | Joseph Kasavubu (1910–1969)       |         | 1 sierpnia 1964      | 24 listopada 1965    | ABAKO             |
| 2                                             | Joseph-Désiré Mobutu (1930–1997)  |         | 24 listopada 1965    | 27 października 1971 | MPR               |
| Republika Zairu                               |                                   |         |                      |                      |                   |
| 1                                             | Mobutu Sese Seko (1930–1997)      |         | 27 października 1971 | 16 maja 1997         | MPR               |
| od 16 do 17 maja 1997 wakat na stanowisku     |                                   |         |                      |                      |                   |
| Demokratyczna Republika Konga                 |                                   |         |                      |                      |                   |
| 3                                             | Laurent-Désiré Kabila (1939–2001) |         | 17 maja 1997         | 16 stycznia 2001     | ADFLC             |
| od 16 do 17 stycznia 2001 wakat na stanowisku |                                   |         |                      |                      |                   |
| 4                                             | Joseph Kabila (1971–)             |         | 17 stycznia 2001     | 24 stycznia 2019     | bezpartyjny/PPRD  |
| 5                                             | Félix Tshisekedi (1963–)          |         | 24 stycznia 2019     | nadal urzęduje       | UDPS              |